# Mohamed Djilla
Mohamed Djilla, né en 1961 à Bamako, est un footballeur malien.

## Biographie
Mohamed Djilla évolue dans sa jeunesse au poste d'attaquant au PAB de Missira avant d'être replacé au poste de gardien de but. Après avoir subi une syncope à cause d'un coup franc, il abandonne ce poste pour jouer en tant que libéro. Il joue de 1976 à 1977 dans l'équipe Bi-Corpo toujours dans le quartier de Missira avant de rejoindre en 1977 le Stade malien où il reprend son poste d'attaquant. Il inscrit notamment le premier but de la finale de la Coupe du Mali en 1982 contre l'AS Biton de Ségou. 
Il fait ensuite une pause dans sa carrière pour étudier à Cuba ; il reviendra au Mali en 1984 avec le surnom de « Cubain ». Il change de poste, jouant cette fois en tant que milieu récupérateur. Il est convoqué en équipe du Mali de football par Kidian Diallo cette année-là. Il dispute avec la sélection plusieurs campagnes de qualifications pour la Coupe d'Afrique des nations ainsi que plusieurs éditions de la Coupe Amílcar Cabral, dont celle victorieuse en 1989 à domicile. Il termine sa carrière au Stade malien en 1991, son dernier match étant une demi-finale de Coupe du Mali perdue contre l'AS Mandé.
En 1990, Mohamed Djilla, qui est aussi agent d'assurance, se marie avec la future femme politique Assitan Diallo ; le couple musulman a trois enfants.

## Palmarès
| Stade malien \| - Championnat du Mali (3) : - Vainqueur : 1984, 1987 et 1989. - Coupe du Mali (5) : - Vainqueur : 1982, 1985, 1986, 1988 et 1990. \| \| - Coupe de l'UFOA : - Finaliste : 1984. \| |  | Mali - Coupe Amílcar Cabral (1) : - Vainqueur : 1989. |
| - Championnat du Mali (3) : - Vainqueur : 1984, 1987 et 1989. - Coupe du Mali (5) : - Vainqueur : 1982, 1985, 1986, 1988 et 1990.                                                                  |  | - Coupe de l'UFOA : - Finaliste : 1984.               |